# When Calls the Heart (telessérie)
When Calls the Heart (bra: Quando Chama o Coração) é uma série de televisão americana-canadense dramática, inspirada no livro homônimo e série Canadian West de Janette Oke, e desenvolvida por Michael Landon Jr. A série começou a ser exibida no Hallmark Channel nos Estados Unidos em 11 de janeiro de 2014, e em 16 de abril de 2014 no Super Channel no Canadá.
A série estreou originalmente como um piloto de filme para televisão de duas horas em outubro de 2013, estrelando Maggie Grace como a jovem professora Elizabeth Thatcher e Stephen Amell como o oficial da Polícia Montada do Noroeste Real Wynn Delaney. Na série, Erin Krakow é escalada como sua sobrinha, cujo nome também é Elizabeth Thatcher (interpretada por Poppy Drayton no filme), e Daniel Lissing interpreta um Mountie chamado Jack Thornton, com Lori Loughlin reprisando seu papel como a viúva da mina de carvão Abigail Stanton. 
Em 21 de março de 2018, a Hallmark renovou a série para uma sexta temporada. A temporada estreou com um especial de Natal de duas horas que foi transmitido como parte do evento Contagem regressiva para o Natal da Hallmark , e continuaria com uma série de 10 episódios a partir de fevereiro de 2019.  No entanto, devido ao escândalo de suborno de admissões em faculdades de 2019 envolvendo Loughlin e sua subseqüente remoção de todas as propriedades Hallmark, a temporada foi colocada em um hiato de "reformulação" e retomada em maio para terminar em junho, com as cenas de Loughlin eliminadas. 
Em 13 de abril de 2019, a série foi renovada para uma sétima temporada, que foi ao ar de 23 de fevereiro a 26 de abril de 2020. 
Em 26 de abril de 2020, o Hallmark Channel anunciou por meio de um vídeo de Cracóvia que a série voltaria para uma oitava temporada, que estreou em 21 de fevereiro de 2021. Em 9 de maio de 2021, o Hallmark Channel anunciou através de um vídeo de Cracóvia informando que a série voltaria para uma nona temporada que estreou em 6 de março de 2022 .
Antes mesmo da estreia da décima temporada, nos Estados Unidos, marcada para 30 de julho de 2023, o Hallmark renovou When Calls the Heart  para a 11ª temporada.

## Sinopse
When Calls the Heart se passa no início do XX e conta a cativante história de Elizabeth Thatcher, uma bela e culta jovem acostumada a vida de luxo da alta sociedade em uma cidade grande, que decidiu atender o chamado de seu coração para trabalhar como professora em Coal Valley, uma pequena cidade do Oeste do Canadá onde a vida é simples mas muitas vezes carregada de desafios. Ao chegar ela ganha a simpatia de Abigail Stanton, uma mãe de família cujo marido capataz da mina de carvão, juntamente com seu filho único e vários outros mineiros, foram mortos recentemente em uma explosão. Abigail e outras mulheres recém-viúvas terão que se esforçar ao máximo e trabalhar na mina para manter um teto sobre suas cabeças. A chegada de Elizabeth incomoda alguns dos habitantes, inclusive Jack Thornton, um charmoso oficial da polícia montada que chega na cidade logo depois dela e na primeira conversa deles fica irritado ao descobrir que é a filha do poderoso magnata dos transportes responsável por sua transferência de posto. Vivendo uma nova vida, Elizabeth terá que aprender os costumes da fronteira se ela quiser prosperar no oeste rural por conta própria.

## Elenco

### Principal
- Erin Krakow como Elizabeth Thatcher
- Daniel Lissing como Jack Thornton
- Lori Loughlin como Abigail Stanton
- Jack Wagner como Bill Avery
- Martin Cummins como Henry Gowen
- Pascale Hutton como Rosemary LeVeaux Coulter
- Kavan Smith como Leland Coulter
- Chris McNally como Lucas Bouchard
- Kevin McGarry como Nathan Grant

### Recorrente
- Paul Greene como Carson Shepherd
- Gracyn Shinyei como Emily Montgomery
- Loretta Walsh como Florence Blakeley
- Erica Carroll como Dottie Ramsey
- Mark Humphrey como Frank Hogan
- Johannah Newmarch como Molly Sullivan
- Mitchell Kummen como Gabe Montgomery
- Logan Williams como Miles Montgomery
- Ben Rosenbaum como Mike Hickam
- Carter Ryan Evancic como Cody Hastings
- Chelah Horsdal como Cat Montgomery
- Steve Bacic como Charles Spurlock
- Kristina Wagner como Nora Avery
- Aren Buchholz como Jesse Flynn
- Charlotte Hegele como Julie Thatcher
- Andrea Brooks como Faith Carter
- Eva Bourne como Clara Stanton
- Ava Grace Cooper como Opal
- Max Lloyd-Jones como Tom Thornton
- Brooke Shields como Charlotte Thornton
- Devon Weigel como Viola Thatcher
- Marcus Rosner como Charles Kensington
- Mamie Laverock como Rosaleen Sullivan
- Adrian Hough como Reverendo Anderson
- Lynda Boyd como Grace Thatcher
- Will Verchere-Gopaulsingh como Caleb Dunbar
- Ali Skovbye como Becky Hastings
- Garwin Sanford como William Thatcher
- Laura Bertram como Mary Dunbar
- Derek Hamilton como Dewitt Graves
- Niall Matter como Shane Cantrell (Temporada 4)
- Spencer Drever como Cyrus Rivera (Temporada 4)
- Josie Bissett como AJ Foster

## Transmissão
Começou a ser transmitida no Hallmark Channel (Estados Unidos) em 11 de janeiro de 2014 e em 16 de abril de 2014 no Super Channel (Canadá). A primeira temporada foi posteriormente adquirida pela CBC Television para retransmissão como uma série de verão em 2015. A rede já transmitiu todas as temporadas.
No Brasil, foi lançada em 16 de agosto de 2017 com as 3 primeiras temporadas dubladas. A quarta temporada foi lançada no serviço em 1 de novembro de 2017. A quinta temporada estreou no serviço no dia 1 de fevereiro de 2019.

### Exibição no Brasil em TV aberta
Foi exibida pela emissora brasileira aberta RecordTV entre 25 de agosto e 30 de dezembro de 2021, em 90 episódios no formato de telenovela, indo ao ar de segunda a sexta, as 21h45, substituindo a reprise de Topíssima e sendo substituida pela extensão do especial A Bíblia. A sua exibição marca o retorno da emissão de séries românticas na Record desde Zorro, la espada y la rosa.
A trama chegou a ser cogitada para ser entrar no ar em janeiro de 2021, substituindo a primeira reprise da novela Jesus. Porém, por falta de patrocínio e de divulgação com suas chamadas sequer indo ao ar, além do atraso na entrega das mídias, a sua estreia acabou sendo adiada. Após sete meses do seu adiantamento, a emissora exibiu as oito temporadas na íntegra. 
Voltou a ser exibida na Record de 12 de setembro de 2023 a 16 de fevereiro de 2024, substituindo a terceira reprise de Jesus e sendo substituída pela reprise de Gênesis, no mesmo horário da exibição original na faixa das 21h45. Antes da estreia da nona e da décima temporada em 17 de janeiro de 2024, foram reexibidos os episódios anteriores das oito temporadas.

#### Audiência
- Os dados são providos pelo IBOPE e se referem ao público da Grande São Paulo.[15]

| Data de transmissão | SEG.        | TER.        | QUA.        | QUI.        | SEX.        | Média semanal |
| ------------------- | ----------- | ----------- | ----------- | ----------- | ----------- | ------------- |
| 25/08 a 27/08/2021  | #.#         | #.#         | 9,8         | 6,9         | 7,1         | 8,1           |
| 30/08 a 03/09/2021  | 8,0         | 6,0         | 7,0         | 8,6         | 6,6         | 7,2           |
| 06/09 a 10/09/2021  | 6,9         | 9,0         | 6,4         | 9,4         | 6,9         | 7,7           |
| 13/09 a 17/09/2021  | 7,0         | #.#         | 10,0        | 7,7         | 7,8         | 8,1           |
| 20/09 a 24/09/2021  | 7,6         | 6,9         | 7,1         | 7,9         | 7,3         | 7,4           |
| 27/09 a 01/10/2021  | 7,6         | 7,4         | 7,8         | 6,9         | 7,9         | 7,5           |
| 04/10 a 08/10/2021  | 7,3         | 6,7         | 8,8         | 9,9         | 8,0         | 8,1           |
| 11/10 a 15/10/2021  | 7,4         | 10,6        | 6,9         | 9,8         | 7,1         | 8,3           |
| 18/10 a 22/10/2021  | 7,4         | 8,5         | 11,1        | 7,8         | 8,6         | 8,7           |
| 25/10 a 29/10/2021  | 8,3         | 8,9         | 10,7        | 9,3         | 7,2         | 8,9           |
| 01/11 a 05/11/2021  | 8,1         | 8,2         | 8,2         | 8,6         | 7,8         | 8,2           |
| 08/11 a 12/11/2021  | 8,4         | 9,1         | 10,9        | 11,2        | 8,8         | 9,7           |
| 15/11 a 19/11/2021  | 8,8         | 9,6         | 9,7         | 8,2         | 9,4         | 9,2           |
| 22/11 a 26/11/2021  | 9,4         | 7,8         | 10,0        | 7,9         | 7,0         | 8,4           |
| 29/11 a 03/12/2021  | 6,9         | 8,0         | 8,9         | 9,1         | 7,7         | 8,1           |
| 06/12 a 10/12/2021  | 8,3         | 7,9         | 7,9         | 8,6         | 8,0         | 8,1           |
| 13/12 a 17/12/2021  | 8,2         | 7,9         | 8,9         | 8,7         | 6,8         | 8,1           |
| 20/12 a 23/12/2021  | 7,2         | 7,4         | 6,6         | 6,3         | #.#         | 6,9           |
| 27/12 a 30/12/2021  | 6,2         | 6,2         | 6,5         | 5,9         | #.#         | 6,2           |
| 25/08 a 30/12/2021  | Média geral | Média geral | Média geral | Média geral | Média geral | 8,1           |

- Em 2021, cada ponto representa 76,5 mil domicílios ou 205,3 mil pessoas na Grande São Paulo.[16]

#### Audiência (2023)
Em sua volta a tela da Record marcou 5,1 pontos. O segundo episódio marcou 5,5 pontos. O sétimo episódio marcou 6,4 pontos. Em 27 de setembro, marcou 7 pontos. Em 25 de outubro, marcou 7,3 pontos, sendo sua maior audiência. Em 25 de dezembro, marcou sua pior audiência com 3,1 pontos. Seu último episódio marcou 4,1 pontos. Teve média geral de 4,7 pontos.